# Théologie d'Aristote
La Théologie d'Aristote (en arabe : أثولوجيا أرسطو, Athulujiya Aristu, en latin : Theologia Aristotelis) est une œuvre de philosophie, postérieure au VIe siècle, faussement attribuée à Aristote.

## Présentation générale
La Théologie d'Aristote est un traité philosophique qui opère une synthèse d'idées néoplatoniciennes avec des idées aristotélicienne, auxquelles sont mélangées des thèses issues de la philosophie islamique. Le texte a été rédigé en arabe, et n'a pas grand rapport avec Aristote.
Il est composé de traductions, du grec ancien vers l'arabe, d'une partie des Ennéades de Plotin, ainsi que de commentaires de Porphyre. La Théologie d'Aristote est associée à d'autres textes du même style, qui forment ensemble les fragments de la pensée du « Plotin arabe ». 
Richard M. Frank en attribue la rédaction à al-Himṣī (en) et al-Kindī. Olivier Boulnois avance qu'elle a été « probablement rédigée dans le cercle d’Al-Kindī, à Bagdad, au IXe siècle ». Selon Badawi, le rôle d'al-Kindi s'est limité à corriger la traduction réalisée par Ibn Na'ima al-Himsi (en). Si la date de rédaction est inconnue, elle est estimée au VIe siècle, ou à une date postérieure.

Le prologue commence ainsi :
« Au nom de Dieu clément et miséricordieux, louange à Dieu, Seigneur des univers, et bénis soient Mahomet et sa famille. Premier chapitre du livre d’Aristote, le philosophe, appelé en grec Théologie, c’est-à-dire le discours sur la souveraineté divine. Commentaire de Porphyre, le Tyrien. Traduit en arabe par ‛Abd al-Masīḥ b. ‛Abd Allāh b. Nā‛ima d’Émèse. Corrigé à l’intention d’Aḥmad b. al-Mu‛taṣim bi-l-lāh par Abū Yūsuf Ya‛qūb b. Isḥāq al-Kindī, que Dieu le prenne en sa miséricorde. »

## Postérité

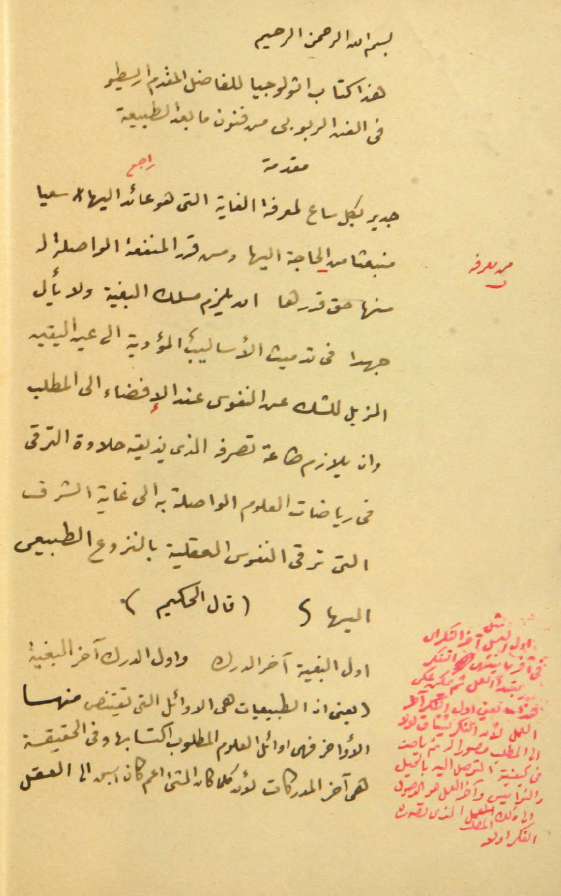
Page d'un manuscrit de la Théologie d'Aristote du Xe siècle s.

Ce texte a eu une forte influence sur le début de la philosophie islamique, qui était particulièrement intéressée par la pensée d'Aristote, et qui est à l'origine de la redécouverte d'Aristote. Ultérieurement, le texte a eu une influence sur la philosophie médiévale européenne. 
On retrouve notamment cette influence chez les philosophes islamiques Al-Kindi, Al-Fârâbî ou Avicenne. Avicenne était musulman, mais aussi aristotélicien ; il eut toutes les peines du monde à essayer de résoudre les contradictions qui lui apparaissaient entre la Métaphysique du maître et ce qu'il prenait pour sa « Théologie ».

### Textes
- Théologie d'Aristote, in Plotini Opera, éd. par Paul Henry et Hans-Rudolf Schwyzer, Paris, Desclée de Brouwer, 1959, t. II, p. 486 sq. : Plotiniana arabica (trad. anglaise de Geoffrey Lewis).

### Études
- Avicenne, Commentaire sur la 'Théologie d'Aristote, trad. G. Vajda, "Les notes sur la 'Théologie d'Aristote' ", Revue thomiste, vol. 51, 1951, p. 346-406.
- Luc Brisson, La vie de Plotin, vol. 2, Paris, Vrin, 1982 et 1992, pp. 625- 638.
- (en) Peter Adamson, Arabic Plotinus: A Philosophical Study of the "Theology of Aristotle", 2003  (ISBN 978-0715631638)